# ميغيل أنخيل سانابريا
ميغيل أنخيل سانابريا (بالإسبانية: Miguel Sanabria)‏ هو دراج كولومبي، ولد في 20 سبتمبر 1967 في Tuta, Boyacá ‏ في كولومبيا، وتوفي في 7 أكتوبر 2006.

## وصلات خارجية
- ميغيل أنخيل سانابريا على موقع أرشيف الدراجات (الإنجليزية)
- ميغيل أنخيل سانابريا على موقع إحصائيات الدراجات الإحترافية (الإنجليزية)